# Aglaopus whalleyi
Aglaopus whalleyi är en fjärilsart som beskrevs av Konvicka, Spitzer och Josef Jaros 1998. Aglaopus whalleyi ingår i släktet Aglaopus och familjen Thyrididae. Inga underarter finns listade i Catalogue of Life.